# Вольф, Фердинанд Богданович
Фердинанд (Кристиан Фердинанд) Богданович (Бернгардович) Вольф (1796 или 1797, Москва — 24 декабря 1854, Тобольск) — декабрист, штаб-врач при полевом генерал-штаб-докторе 2-й армии.

## Биография
Родился в семье титулярного советника, аптекаря Богдана Христиановича Вольфа; лютеранин. Воспитывался в частном пансионе при лютеранской церкви в Москве, в 1810 году зачислен в московское отделение Медико-хирургической академии. В период Отечественной войны 1812 года добровольно работал в Касимовском военном госпитале. 25 августа 1814 года окончил Академию с серебряной медалью. 13 июля 1821 года за усердную службу награждён орденом святого Владимира 4 степени.
Член Союза благоденствия с 1820 года и Южного общества. В Союз благоденствия был принят Пестелем. Вольф — участник совещания на квартире Пестеля в марте 1821 года, которое положило начало Южному обществу. Известен решительностью своих политических убеждений, сторонник революционных действий, введения республиканской формы правления и уничтожения тех лиц, которые будут мешать этому. Арестован 6 января 1826 года во 2-й армии, доставлен в Петербург в Петропавловскую крепость 15 января 1826 года. Осуждён по 2 разряду и по конфирмации 10 июля 1826 года приговорён к каторжным работам на 20 лет, 22 августа 1826 года срок каторги сокращён до 15 лет. Наказание отбывал в Читинском остроге и Петровском заводе (с сентября 1830 года). 8 ноября 1832 года срок сокращён до 10 лет. В 1835 году переведён на поселение в с. Урик Иркутской губернии. С 1836 года в связи с недостаточным количеством врачей в Восточной Сибири Вольфу было разрешено заниматься медицинской практикой. 20 мая 1845 года переведён в Тобольск, назначен врачом в больницу Тобольского тюремного замка (1852).
Умер в Тобольске, похоронен на Завальном кладбище рядом с Александром Муравьёвым.